# Zevenheuvelenloop 1986
De Zevenheuvelenloop 1986 vond plaats op 17 november 1986 in Nijmegen. Het was de derde editie van deze wedstrijd. Het parcours was volgens sommige bronnen niet 15 km, maar minimaal 100 meter te kort.
De wedstrijd bij de mannen werd gewonnen door de Brit Sam Carey in 46.21,6. Op de finish had hij een seconde voorsprong op de Nederlander Jos Sasse. De wedstrijd bij de vrouwen werd met grote voorsprong gewonnen door de Belgische Denise Verhaert.
In totaal schreven 1235 deelnemers in, waarvan er 1150 finishten.

## Uitslagen

### Mannen
| rang   | naam             | land | tijd    |
| ------ | ---------------- | ---- | ------- |
| Goud   | Sam Carey        | GBR  | 46.21,6 |
| Zilver | Jos Sasse        | NED  | 46.22,2 |
| Brons  | Robin Bergstrand | GBR  | 46.37,0 |
| 4      | Guido Sasse      | NED  | 46.44,5 |
| 5      | Aart Bakker      | NED  | 47.13,2 |
| 6      | Ronny Vlenterie  | NED  | 47.35,5 |
| 7      | Jaap van Treijen | NED  | 47.45,8 |
| 8      | Ruud Onland      | NED  | 47.55,1 |
| 9      | Michael Spicker  | GER  | 48.22,4 |
| 10     | Mattie de Vugt   | NED  | 48.34,7 |

### Vrouwen
| rang   | naam              | land | tijd      |
| ------ | ----------------- | ---- | --------- |
| Goud   | Denise Verhaert   | BEL  | 53.33,0   |
| Zilver | Elizabeth Franzis | GER  | 55.53,8   |
| Brons  | Gerrie Timmermans | NED  | 55.59,2   |
| 4      | Joke Menkveld     | NED  | 57.15,4   |
| 5      | Wilma van Onna    | NED  | 57.45,7   |
| 6      | Astrid van Maanen | NED  | 57.49,8   |
| 7      | Christel van Looy | BEL  | 58.01,2   |
| 8      | Dawn Everington   | GBR  | 59.12,8   |
| 9      | Lidy Kemmink      | NED  | 1:00.13,8 |
| 10     | Valery French     | GBR  | 1:00.56,8 |

1984 ·
1985 ·
1986 ·
1987 ·
1988 ·
1989 ·
1990 ·
1991 ·
1992 ·
1993 ·
1994 ·
1995 ·
1996 ·
1997 ·
1998 ·
1999 ·
2000 ·
2001 ·
2002 ·
2003 ·
2004 ·
2005 ·
2006 ·
2007 ·
2008 ·
2009 ·
2010 ·
2011 ·
2012 ·
2013 ·
2014 ·
2015 ·
2016 ·
2017 ·
2018 ·
2019 ·
2022